# Sarcophage lycien de Sidon
Le sarcophage lycien de Sidon est un sarcophage découvert dans la nécropole d'Ayaa, à Sidon, au Liban. Il est fait de marbre de Paros et a la forme ogivale des tombes lyciennes. Daté d'environ 430-420 avant notre ère,,,, il est exposé au musée archéologique d'Istanbul. Ce sarcophage et d'autres de la même nécropole appartenaient à une succession de rois de la région de Phénicie entre le milieu du Ve siècle et la fin du IVe siècle avant notre ère.
Le sarcophage est sculpté dans le style grec par des artistes d'Ionie, mais incorporant la forme générale des tombes ogivales de Lycie, telles que la tombe de Payava. Ceci est parfois présenté comme un exemple de l'art gréco-persan, bien que cela doive être qualifié plus précisément d'art gréco-anatolien, car de tels exemples sont inconnus dans l' empire achéménide au sens large.
Le sarcophage est orné de reliefs, les reliefs latéraux illustrant une chasse au lion et une chasse au sanglier, tandis que les reliefs du fond montrent des combats de centaures et de sphinx.
Le sarcophage lycien de Sidon est, avec le célèbre sarcophage d'Alexandre, l'un des quatre sarcophages massifs sculptés, formant deux paires, qui ont été découverts lors des fouilles de la nécropole d'Ayaa menées par Osman Hamdi Bey, un ottoman d'origine grecque et Yervant Voskan, un ottoman d'origine arménienne, à la nécropole près de Sidon, au Liban, en 1887.

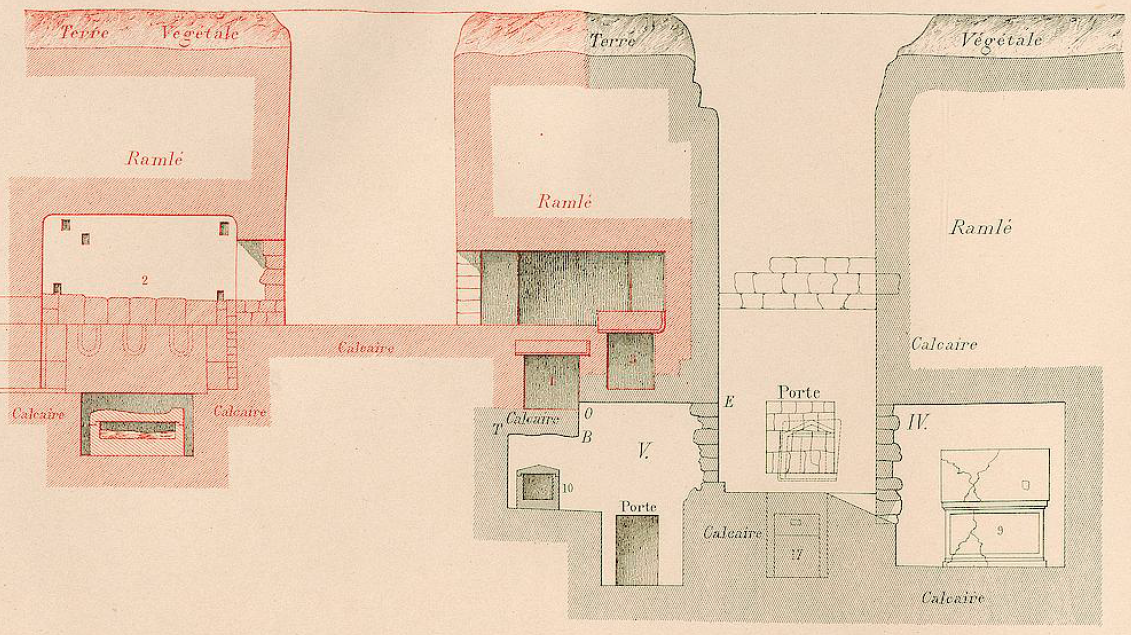
Le sarcophage lycien était celui situé au plus bas niveau de la nécropole.
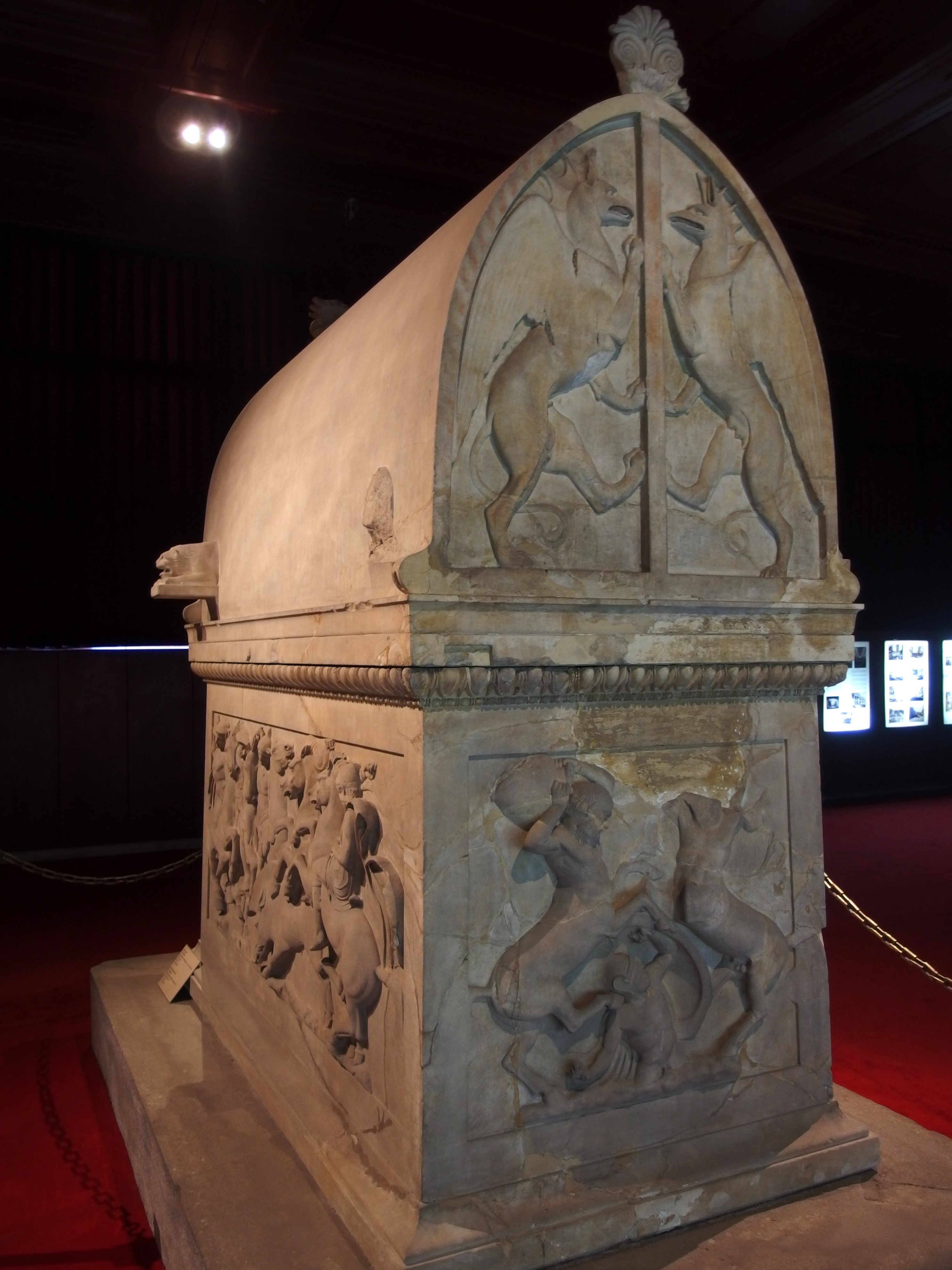
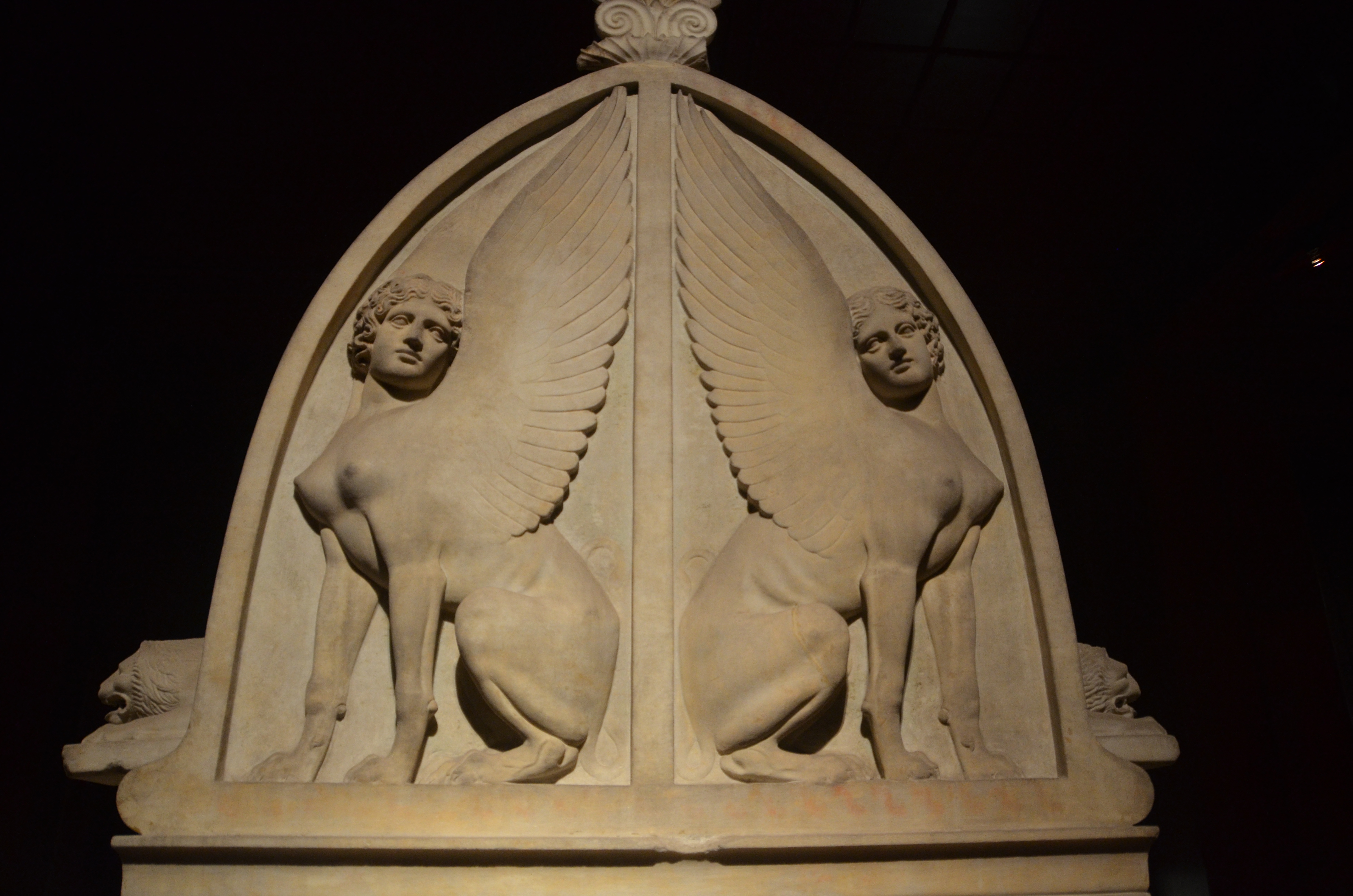
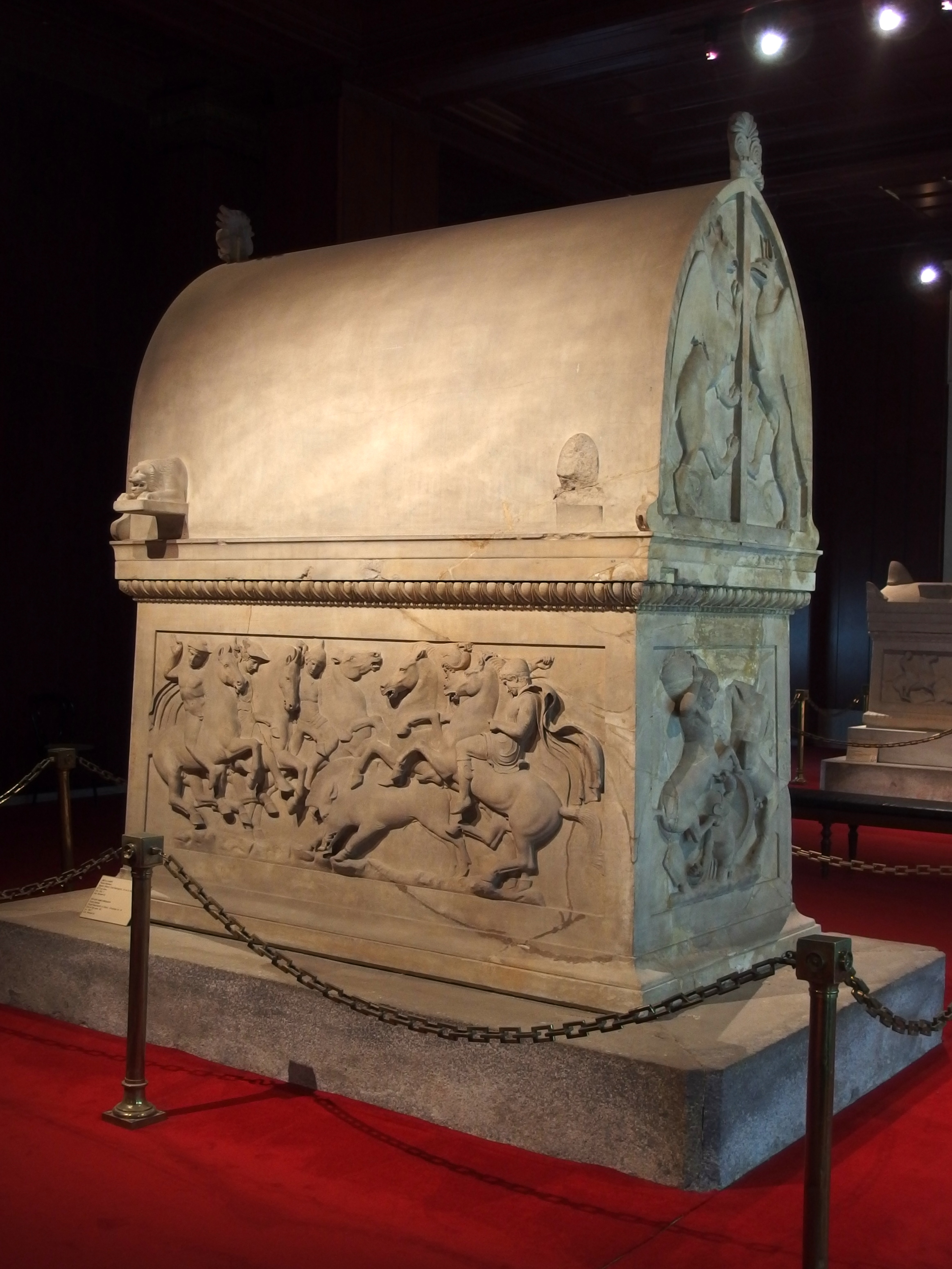
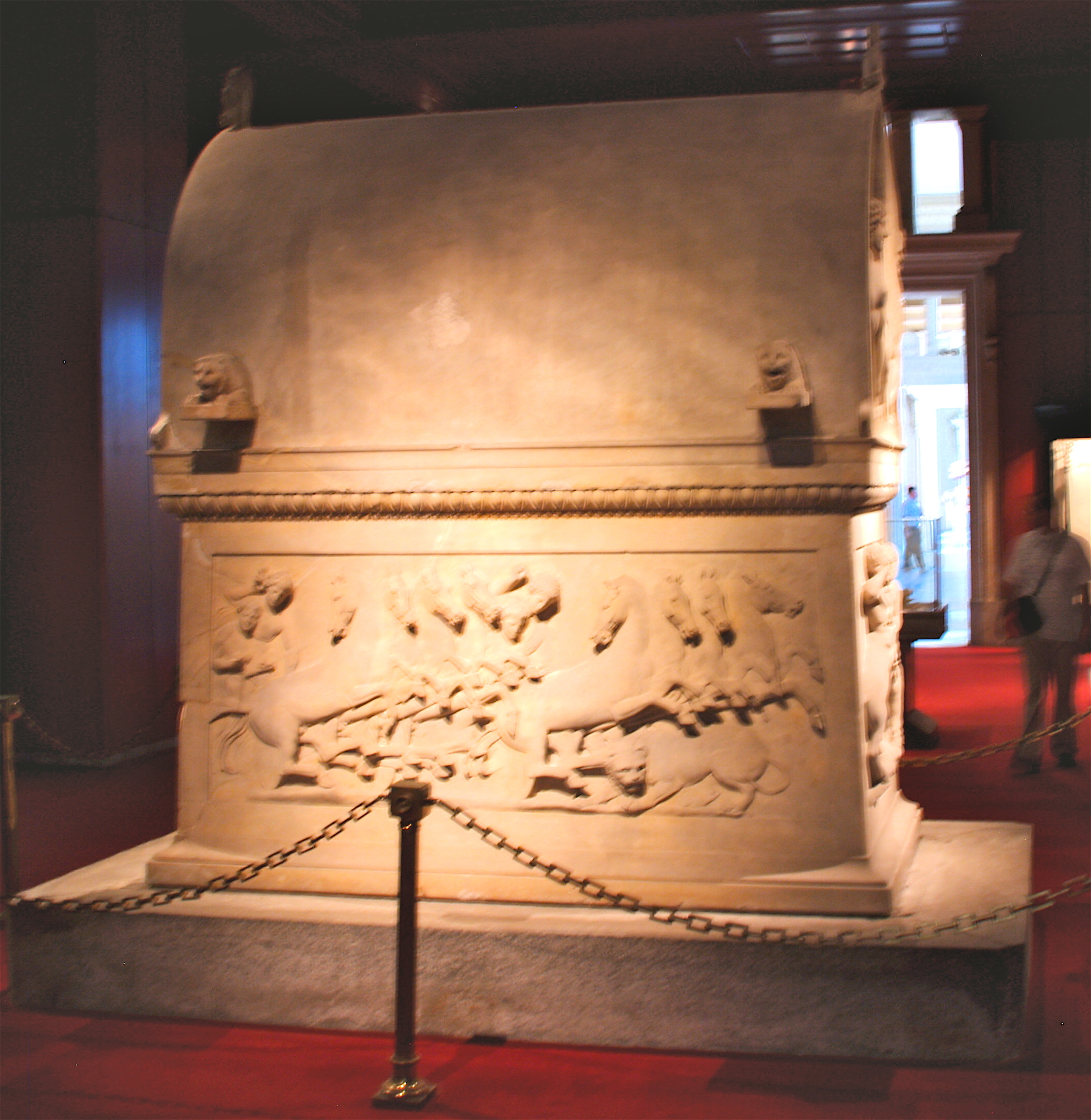
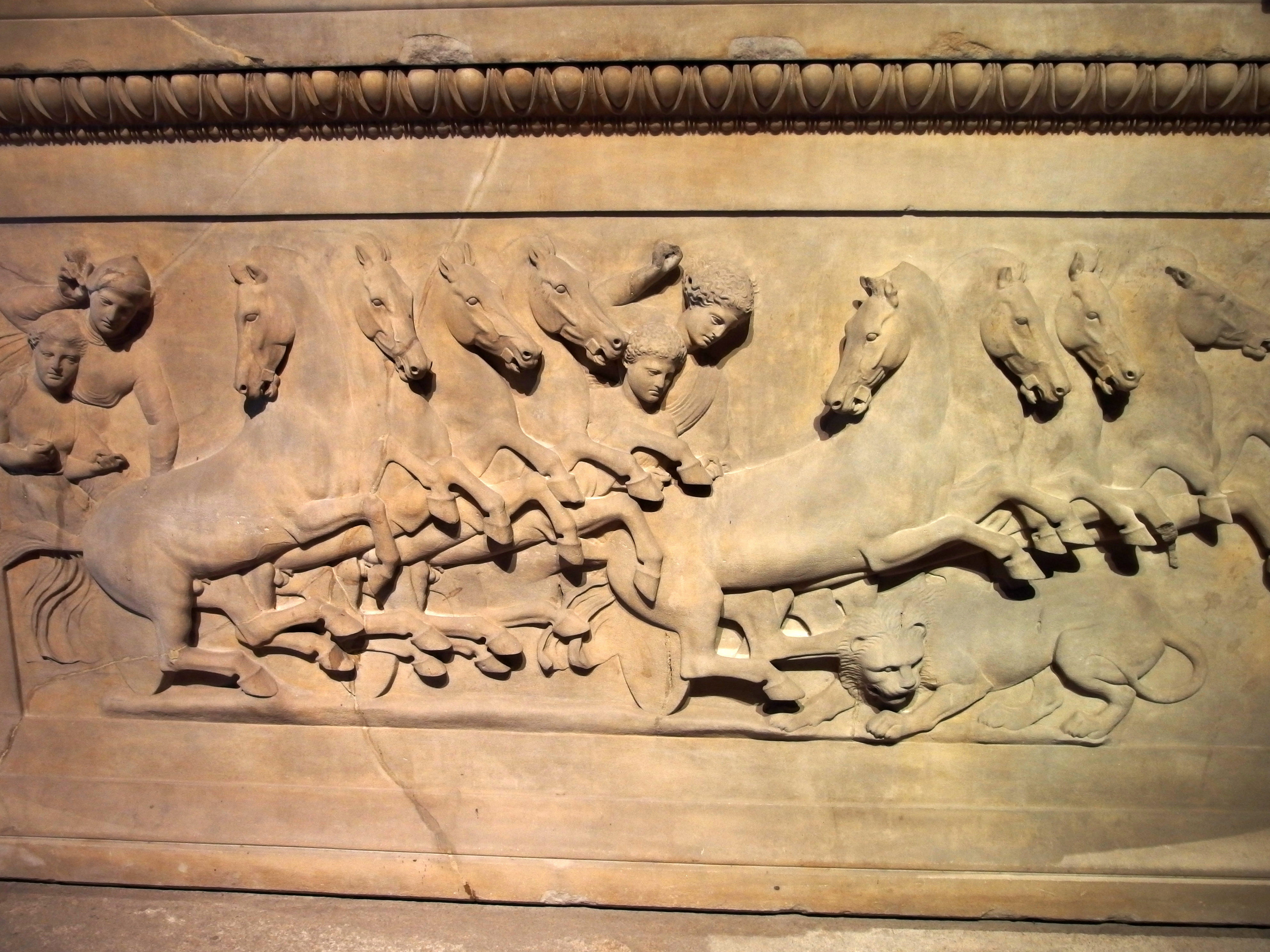
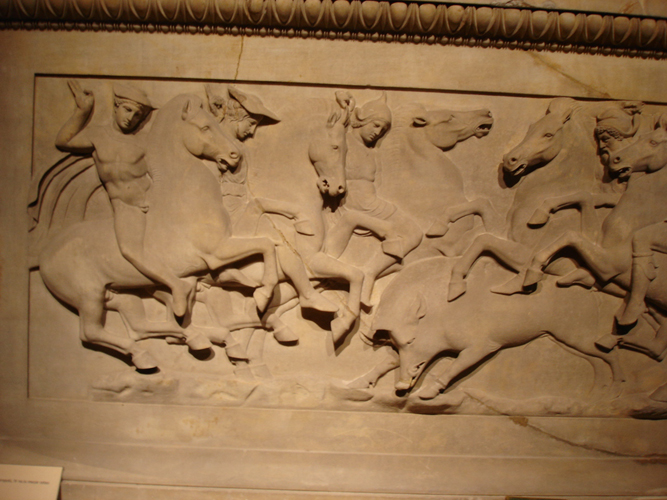
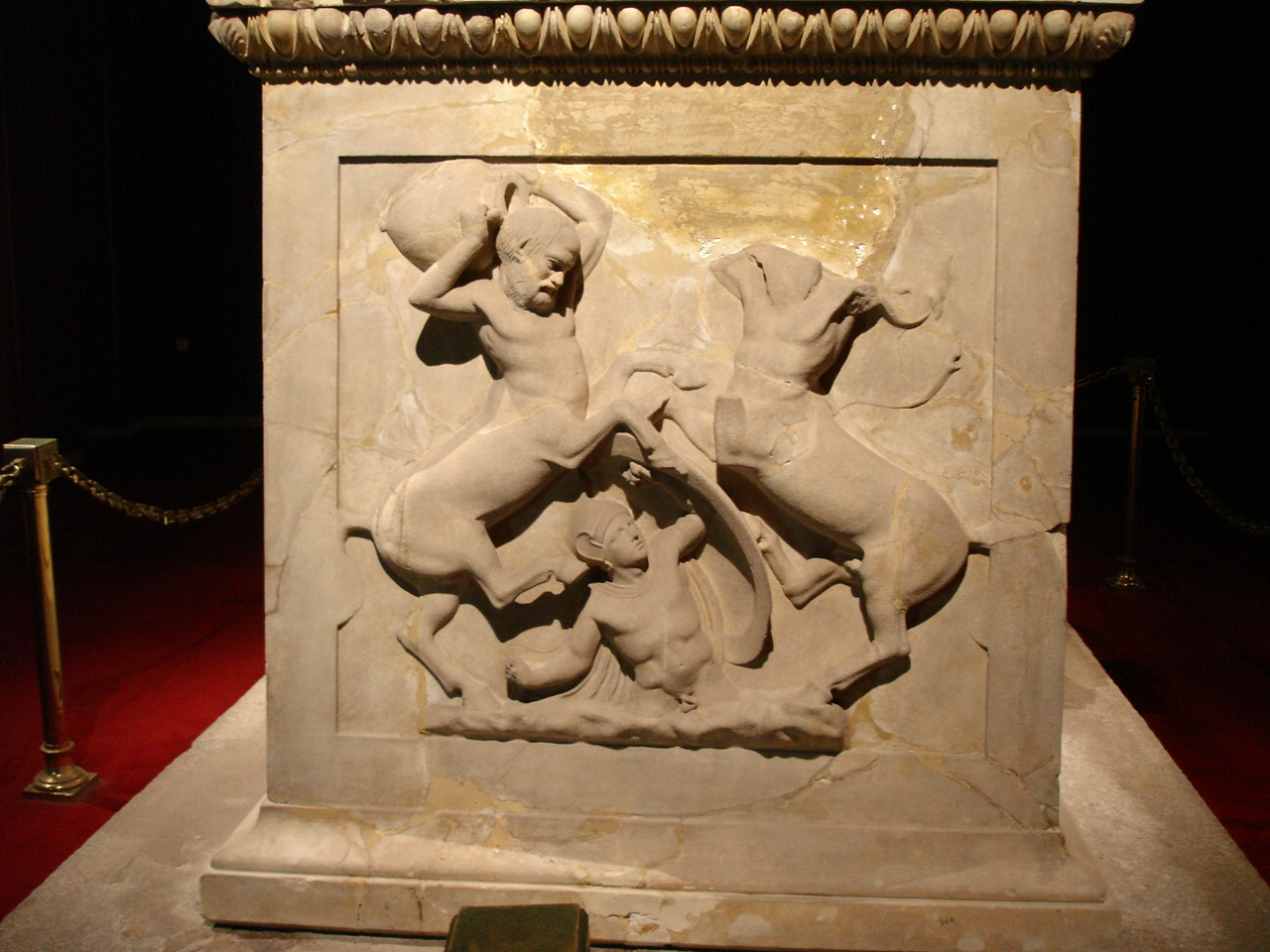